# Il ministero del tempo
Il ministero del tempo (The Ministry of Time) è il romanzo d'esordio di Kaliane Bradley, un'opera di fantascienza pubblicata nel 2024.
Il romanzo è stato accolto positivamente dalla critica ed è stato tradotto in diverse lingue, tra cui l'italiano, l'olandese, il finlandese, il polacco e il portoghese.

## Trama
Nella Londra di un futuro prossimo non meglio specificato, la protagonista è una donna anglo-cambogiana il cui nome non viene mai rivelato nel romanzo.
La protagonista lavora come impiegata pubblica finché non viene promossa da Adela, vicesegretaria dell'Espatrio, per un progetto segreto governativo relativo ai viaggi nel tempo: per testare le capacità umane di viaggiare nel tempo, vengono estratti dal passato cinque individui (originariamente sette, due dei quali muoiono subito) provenienti da varie epoche, a ciascuno dei quali verrà assegnato un "ponte", ovvero un impiegato che li aiuterà a integrarsi nella società moderna, assicurandosi nel frattempo la loro risposta fisica positiva al viaggio temporale. Gli expat (ovvero le persone provenienti dal passato) erano tutti individui destinati alla morte ed estratti poco prima del loro decesso, così da evitare di alterare la Storia.
La protagonista viene assegnata come ponte per Graham Gore, ufficiale di Marina che fece parte della spedizione perduta di Franklin nell'Artico, durante la quale morì nel 1847. L'uomo, nonostante le difficoltà, dimostra una grande capacità di adattamento, riuscendo in qualche mese ad ambientarsi nella Londra moderna. Tra lui e la protagonista si sviluppa un rapporto via via più intimo, che diventa una sincera amicizia. I due legano anche con altri due expat, Arthur (soldato omosessuale del 1916) e Margaret (nobile francese lesbica del 1665).
Dopo quasi un anno dall'arrivo degli expat, cominciano a verificarsi strani eventi: la protagonista si inquieta per il comportamento paranoico del suo collega Quentin, che sembra sapere qualcosa sull'esperimento dei viaggi nel tempo e che viene ucciso da qualcuno davanti alla protagonista prima che possa dirle di più. La protagonista e Graham vengono poi attaccati da due strani individui che cercano di uccidere la donna e rapire Graham. Gli expat e i loro ponti vengono messi in sicurezza dal governo, mentre Graham e la protagonista stringono un legame sentimentale e sessuale. 
Un giorno, attraverso una talpa, i due individui scoprono la posizione degli expat, uccidendo Arthur e il suo ponte. Margaret, la protagonista e Graham riescono a fuggire, ma Gore scopre che la protagonista gli ha tenuto nascosti vari dettagli sull'esperimento che lo riguardavano, come il chip impiantato sotto la sua pelle per essere rintracciato ovunque, quindi si arrabbia e tronca la loro relazione. La protagonista contatta Adela e la raggiunge nella speranza di ottenere aiuto, ma scopre così che i due individui misteriosi sono agenti provenienti dal futuro, rimasti bloccati nel presente dopo che il governo britannico si è appropriato della macchina del tempo, trovata per caso; i due uomini hanno cercato di rapire gli expat per usarli come mezzo per tornare al loro tempo. Adela stessa si rivela una versione futura della protagonista, giunta indietro nel tempo per cercare di cambiare la storia, a causa della piega tragica che prenderà il futuro per effetto delle azioni umane. Graham arriva e si genera uno scontro a fuoco nel quale Adela e un agente del futuro vengono uccisi. La protagonista scappa al ministero, dove scopre che la talpa era la sua collega Simellia, che è stata convinta dagli agenti del futuro a collaborare nel cambiare la Storia dopo aver scoperto cosa succederà. La protagonista spara alla macchina del tempo, danneggiandola e causando la morte dell'agente temporale superstite.
Simellia riesce a fuggire, affermando che radunerà altre persone per ribellarsi al futuro che verrà. La protagonista viene licenziata dal ministero sotto lauto compenso e viene accennato al fatto che la macchina del tempo non sia andata distrutta e che, una volta riparata, riprenderanno a condurre esperimenti a discapito dei rischi preannunciati. Graham minaccia la protagonista affinché cancelli tutti i dati del ministero relativi a lui e a Margaret, poi scappa con quest'ultima. La protagonista rimane depressa per diverso tempo, finché non riceve una cartolina anonima che intuisce provenga da Graham e Margaret, progettando di raggiungerli.

## Edizioni
- (EN) Kaliane Bradley, The Ministry of Time, 1ª ed., Avid Reader Press / Simon & Schuster, 2024, ISBN 978-1-6680-4514-5.
- Kaliane Bradley, Il ministero del tempo, traduzione di Teresa Albanese, Mondadori, 2024, ISBN 9788804780502.